# Микрофиша

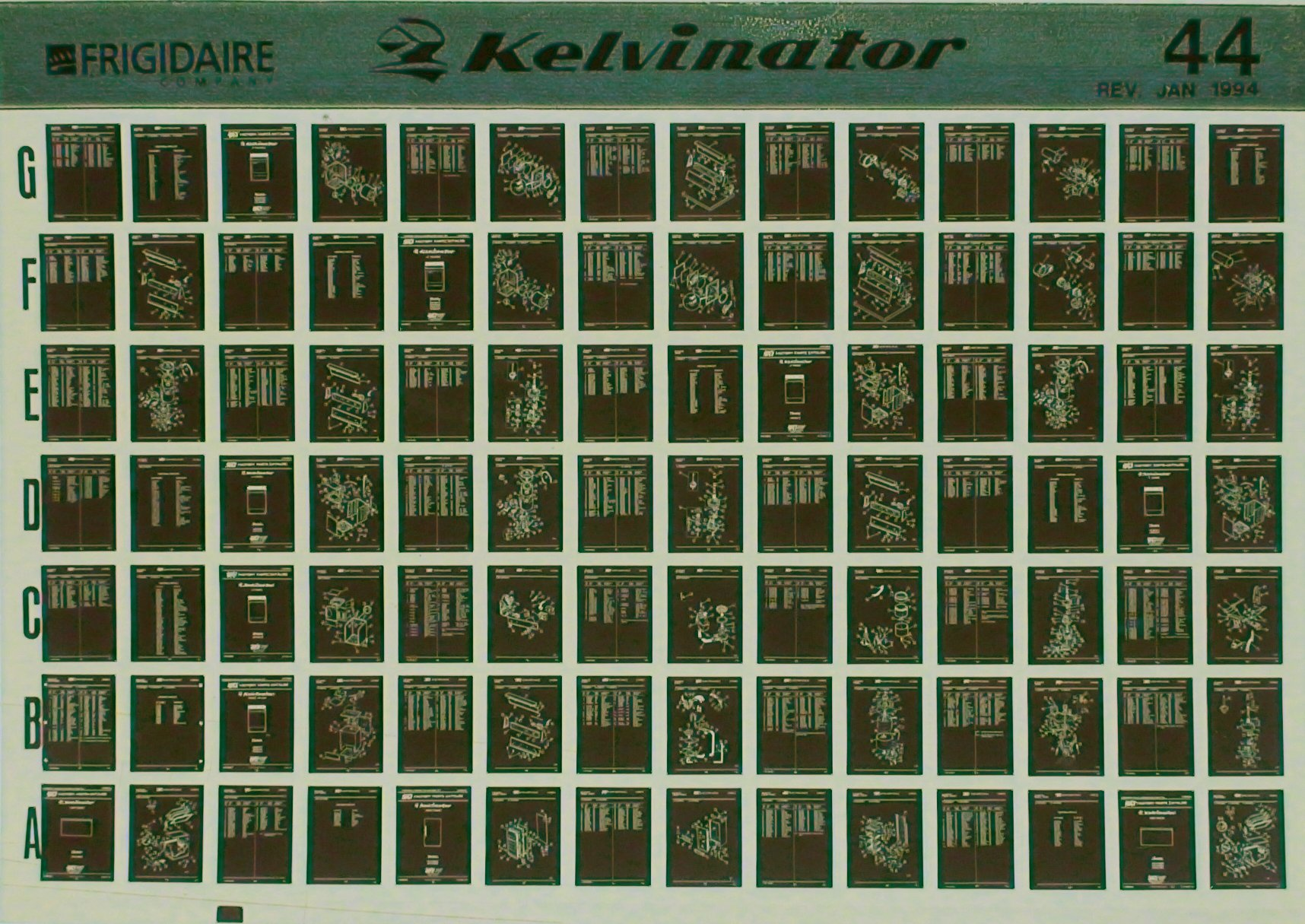
Микрофиша

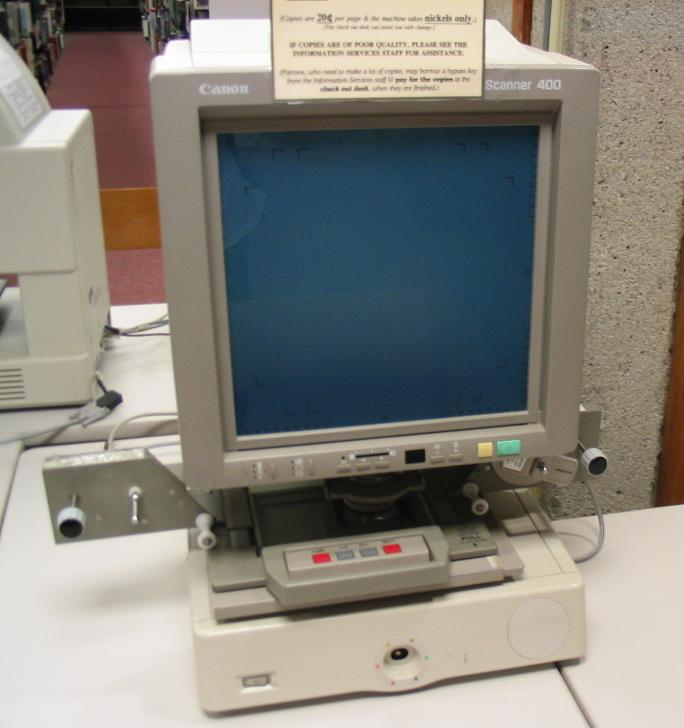
Устройство для чтения микрофиш (Microfiche machine), предназначенное для использования в библиотеках или архивах.

Микрофи́ша, микрофише́, микрока́рта (от микро- и фр. ficher- вбивать, втискивать) — копия плоских оригиналов документа, изготовленная фотографическим способом в виде микроформы на прозрачной форматной фотоплёнке (реже на непрозрачной основе) с последовательным расположением кадров в несколько рядов.
Ультрамикрофи́ша — микрофиша, содержащая копии изображений различных предметов с уменьшением более чем в 90 раз.

## Размеры
На одной микрофише размером 6×12 или 7.5×12 см помещается от 30 до 130 страниц книжного текста.
Для чтения используются специальные (обычно называемые читальными) проекционные аппараты, создающие на встроенном экране увеличенное в 5-20 раз изображение одной или пары страниц. Микрофиши также можно читать с помощью фотоувеличителя, диапроектора или сильной лупы.

## Способ изготовления
Выполняются на высококонтрастной позитивной фотоплёнке и, реже, на фотобумаге. Печатаются с негативов, снятых на фотоплёнку с высокой разрешающей способностью («Микрат-200», «Микрат-300»).

## Применение
До массового развития и внедрения цифровых технологий компьютеризации, микрофиши использовались в библиотеках, архивах и проектных бюро для сокращения физических объёмов хранилищ документальной информации.
Микрофиши широко использовались в качестве каталогов запасных частей к автомобилям. Позднее их вытеснили электронные каталоги.